# Liste der Naturdenkmale in Heiligkreuzsteinach
| Naturdenkmale | Anzahl |
| ------------- | ------ |
| FND           | 0      |
| END           | 3      |
| Gesamt        | 3      |

Die Liste der Naturdenkmale in Heiligkreuzsteinach nennt die verordneten Naturdenkmale (ND) der im baden-württembergischen Rhein-Neckar-Kreis liegenden Gemeinde Heiligkreuzsteinach. In Heiligkreuzsteinach gibt es insgesamt drei als Naturdenkmal geschützte Objekte, keines ist ein flächenhaftes Naturdenkmal (FND), alle sind Einzelgebilde-Naturdenkmale (END).
Stand: 31. Oktober 2016.

## Einzelgebilde (END)
| Name                                 | Bild | Kennung     | Einzelheiten        | Position | Fläche Hektar | Datum         |
| ------------------------------------ | ---- | ----------- | ------------------- | -------- | ------------- | ------------- |
| Stieleiche Ringstraße                | BW   | 82260290003 | Heiligkreuzsteinach | ⊙        | 0,0           | 26. Feb. 2004 |
| Stieleiche Ringstraße/Rabelsackerweg | BW   | 82260290002 | Heiligkreuzsteinach | ⊙        | 0,0           | 26. Feb. 2004 |
| Winterlinde bei „Lindenhof“          | BW   | 82260290001 | Heiligkreuzsteinach | ⊙        | 0,0           | 26. Feb. 2004 |
| Legende für Naturdenkmal             |      |             |                     |          |               |               |